# Issoire
Issoire (okcitansko Soire) je naselje in občina v francoski regiji Auvergne, podprefektura departmaja Puy-de-Dôme. Leta 2019 je imelo 15.000 prebivalcev.

## Geografija
Kraj leži ob reki Couze v bližini njenega izliva v Allier, 40 km južno od Clermont-Ferranda.

## Administracija
Issoire je sedež istoimenskega kantona, v katerega so poleg njegove vključene še občine Aulhat-Saint-Privat, Bergonne, Le Broc, Coudes, Flat, Meilhaud, Montpeyroux, Orbeil, Pardines, Perrier, Saint-Babel, Saint-Yvoine, Sauvagnat-Sainte-Marthe, Solignat in Vodable z 20.736 prebivalci.
Naselje je prav tako sedež okrožja, v katerem se nahajajo kantoni Ardes, Besse-et-Saint-Anastaise, Champeix, Issoire, Jumeaux, Saint-Germain-Lembron, Sauxillanges, Tauves in La Tour d'Auvergne s 57.549 prebivalci.

## Zgodovina
Antični Iciodurum je verjetno ustanovilo galsko pleme Arvernov, v rimskem času znano po njegovih šolah. V 3. stoletju je bila v mestu pod Stremonijem vzpostavljena krščanska skupnost.
V času verskih vojn je bil Issoire močno prizadet. leta 1574 so ga osvojili protestantje, tri leta kasneje pa je bil ponovno v rokah katoličanov. V sporu med Katoliško ligo in Henrikom IV. je Issoire preživljal nadaljnja obleganja ter si nikoli povsem pridobil nazaj nekdanje blaginje.

## Znamenitosti
- romanska cerkev Saint-Austremoine, ena od petih »glavnih« cerkva pokrajine Auvergne. Stara benediktinska opatijska cerkev je bila zgrajena v 12. stoletju. Med verskimi vojnami poškodovana, večkrat obnovljena v 19. in 20. stoletju, od leta 1835 na seznamu francoskih zgodovinskih spomenikov.

## Pobratena mesta
- Neumarkt in der Oberpfalz (Nemčija);